# Gloskäret, Vasa
För andra betydelser, se Gloskäret.
Gloskäret är en ö i Finland. Den ligger i Norra kvarken och i kommunen Vasa i den ekonomiska regionen  Vasa i landskapet Österbotten, i den västra delen av landet. Ön ligger nära Vasa och omkring 380 kilometer nordväst om Helsingfors.
Öns area är 30,6 hektar och dess största längd är 0,9 kilometer i nord-sydlig riktning.
Inlandsklimat råder i trakten. Årsmedeltemperaturen i trakten är 1 °C. Den varmaste månaden är juli, då medeltemperaturen är 16 °C, och den kallaste är januari, med −12 °C.